# Grube Hansa (Bad Harzburg)
Die Grube Hansa (historisch auch: Grube Hermann, auch Hansastollen genannt) ist ein stillgelegtes Eisenbergwerk in den Bad Harzburger Ortsteilen Harlingerode und Göttingerode am Langenberg.

## Geologie
Die Grube Hansa gliedert sich in zwei Lagerbereiche: Das maßgebende Hansalager liegt am Südhang des Langenbergs bei Göttingerode (Koordinaten: ⊙). Das Gesteinsbild deckt sich mit jenem des nicht weit nördlich gelegenen Steinbruchs Langenberg. Oolithisches, kalkreiches Eisenerz mit einem Eisengehalt von ca. 25 % ist dominierend, der Ursprung dieser Schichten liegt im Korallenoolith aus dem unteren Malm. Die auf dem Langenberg befindlichen Förderanlagen fielen später dem Kalkabbau zum Opfer.
Nördlich, auf dem heute noch vorhandenen Grubengelände in Harlingerode, befindet sich das einst von Limonit geprägte Hermannslager, genau genommen ist dieses Gelände daher auch als Grube Hermann zu bezeichnen (Koordinaten: ⊙). Auf dem Gelände entspringt ferner die Hurle erstmals aus dem Langenberg, sie tritt hinter dem ehemaligen Werkstor auf einer kurzen Distanz aus seiner Verrohrung aus und kann hier über ein kleines Wehr aufgestaut werden.
Ein drittes Lager, das Hühnerkamplager südlich der Zinkhütte Harlingerode und etwa 1,5 Kilometer westlich des Hansalagers gelegen, wurde sehr früh aufgrund von Querverwürfen aufgegeben (Koordinaten:  ⊙).

## Geschichte
Der Harzburger Bergwerksdirektor Wilhelm Castendyck machte zwischen 1859 und 1861 im heutigen Bad Harzburger Raum rentable Eisenerzvorkommen ausfindig. Neben der Grube Hansa zählten dazu auch die ebenfalls stillgelegte Mathildenhütte im heutigen Westerode und die in Bündheim gelegene Grube Friederike, die 1963 geschlossen wurde. Noch im Entdeckungsjahr erfolgte die Erschließung der Grube, sodass sie am 3. Juni 1865 ihren Betrieb aufnehmen konnte. Das nördlich gelegene Hermannslager musste schon 1867 aufgrund zu geringer Ergiebigkeit aufgegeben werden, es verblieb von daher einzig das Hansalager.
Nachdem sich der Abtransport der mit einer Anfangsleistung von 500 Tonnen/Tag geförderten Erze zur zwei Kilometer östlich gelegenen Mathildenhütte durch Pferdegespanne als äußerst schwierig gestaltete, musste der Betrieb im November gleichen Jahres jedoch wieder eingestellt werden und konnte erst nach einer gründlichen Sanierung des Weges wiederaufgenommen werden.
Der Tagebaubetrieb fand bis 1903 statt, die Teufe lag bei bis zu 266 Metern. Durch ein Gesuch der Mathildenhütte, die Leistung zu steigern, wurden im Jahr 1902 großräumige, querschlägige Stollen mit einem Durchmesser von 4,2 Metern und einer Nord-Süd-Länge von 500 Metern errichtet. Im selben Jahr wurde auch eine Drahtseilbahn errichtet, die von der Grube Hansa zur Mathildenhütte führte und am 27. Mai 1903 eröffnet wurde. Betrug die Jahresförderung zuvor um die 6.000 Tonnen, wuchs sie bis 1930 auf ein Niveau um die 30.000 Tonnen/Jahr.
Jedoch verlief der Betrieb der Grube Hansa nicht ohne wirtschaftliche Probleme: Aufgrund der Weltwirtschaftskrise wurde die Grube Hansa zusammen mit ihrer Schwestergrube Friederike am 15. März 1932 stillgelegt und nahm ihren Dienst erst am 1. November 1935 wieder auf. Im Jahre 1937 waren in der Grube Hansa 248 Personen beschäftigt. Zum Jahreswechsel 1938/39 hin erhielt das Bergwerk einen Gleisanschluss zum Bahnhof Harlingerode. Hierzu wurde eine etwa 300 Meter lange Kettenbahn errichtet, die aus dem Mundloch auf dem Grubengelände bis zur Erzverladerampe führte. Die Drahtseilbahn zur Mathildenhütte wurde am 20. Mai 1943 demontiert und in Konin in der heutigen Woiwodschaft Großpolen wiedererrichtet.
Ab dem Zweiten Weltkrieg und speziell im Zuge des Koreakriegs wurde die Produktion dank der Anwerbung schlesischer Bergarbeiter deutlich erhöht, sodass der Abbau in den letzten Jahren des Betriebs im Weitungsbau südlich des Langenbergs auf dem Gebiet der Siedlung Göttingerode führte. Dies führte zu weitreichenden Bergschäden, die erst im Laufe des letzten Drittels des 20. Jahrhunderts vollständig kompensiert werden konnten.
Nach knapp 100 Jahren Betrieb wurde die Anlage am 23. August 1960 wegen Unrentabilität stillgelegt, insgesamt wurden drei Millionen Tonnen Erz gefördert. Der einstige Förderturm wurde im Mai 1962 gesprengt.

### Folgenutzung
Nach der Schließung wurde die Kettenbahn zum Bahnhof abgerissen und der Bereich nördlich der Landstraße komplett überbaut. Das nun auf einen kleinen Bereich westlich der Göttingeröder Straße beschränkte Areal wurde durch verschiedene Firmen genutzt, die teilweise Sanierungen und Anbauten durchführten. Heute wird das Gelände als Mischgebiet genutzt; die ehemalige Schreibstube und die Gefolgschaftsräume werden bewohnt und ein Wohnhaus angebaut, während die restlichen Gebäude gewerblich genutzt werden.
Das Grubengelände südlich der Göttingeröder Straße wurde von der Rohstoffbetriebe Oker GmbH & Co. aufgekauft, die bis 1985 als Teil des Kalksteinbruchs Langenberg Kalk abbaute. Hier wurde 1999 auch der Europasaurus entdeckt, wodurch der Langenberg geologisch besondere Bedeutung erlangte. 
Das Grubengelände auf Göttingeröder Seite existiert nicht mehr, und der Schachteingang auf Harlingeröder Seite ist unter bergamtlicher Aufsicht unzugänglich versiegelt worden.

## Überlieferung

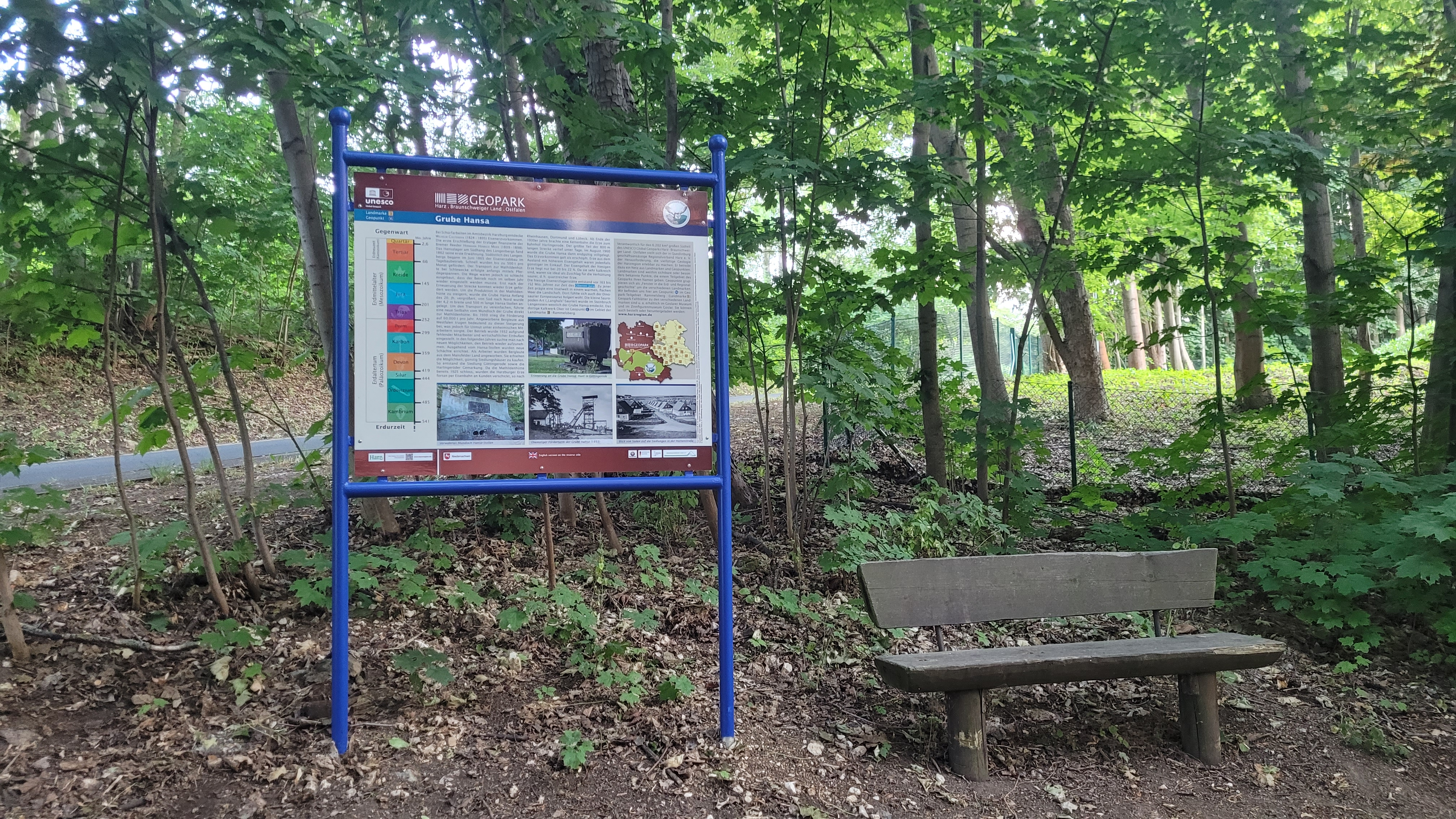
Informationstafel Grube Hansa vom Regionalverband Harz, Juli 2022

Im Juli 2022 errichtete der Regionalverband Harz an der Göttingeröder Straße auf dem Langenberg eine zweisprachige Informationstafel zur Grube Hansa. Das Bergwerk wurde als Geopunkt 16 in die Landmarke 3 (Rammelsberg) aufgenommen.
In Göttingerode befindet sich nördlich der Einmündung Kreisstraße/Am Stadtstieg ein Hunt mit der Aufschrift „Grube Hansa“. Der Straßenname Hansaweg in Göttingerode ist dem Bergwerk gewidmet. 